# Los Ángeles, El Bosque
Los Ángeles är en ort i Mexiko.   Den ligger i kommunen El Bosque och delstaten Chiapas, i den sydöstra delen av landet, 700 km öster om huvudstaden Mexico City. Los Ángeles ligger 1 398 meter över havet och antalet invånare är 560.
Terrängen runt Los Ángeles är kuperad åt sydväst, men åt nordost är den bergig. Runt Los Ángeles är det ganska tätbefolkat, med 166 invånare per kvadratkilometer. Närmaste större samhälle är Simojovel de Allende, 11,3 km norr om Los Ángeles. I omgivningarna runt Los Ángeles växer i huvudsak städsegrön lövskog.